# Mali Ston
Mali Ston je naselje u Dubrovačko-neretvanskoj županiji u općini Ston. 

## Zemljopisni položaj
Mali Ston leži u maloj, razvedenoj uvali Malostonskog zaljeva, 2 km sjeveroistočno od Stona, tik uz pelješku cestu i na padinama Bartolomije. 

## Naziv
Mjesto je dobilo naziv po najbližem mjestu s kojim graniči, Stonu. 

## Povijest
Naselje su u 14. stoljeću osnovali Dubrovčani, koji su sagradili zidine pravokutnog oblika oko naselja s kopnene i s morske strane. Na južnoj strani u 14. stoljeću započeta je gradnja tvrđave s pet kula nazvane Koruna. Od tvrđave se proteže Veliki zid s odvojkom do tvrđave Podzvizd sagrađen u obrambene svrhe u 14. stoljeću. Zid je dugačak 5,5 km i ojačan je s 40 kula i 7 stražarnica. Impresivna duljina zida razlog je što je on u svijetu poznat kao 'europski kineski zid'. U sredini naselja nalazi se crkva također iz 14. stoljeća. Gradnja zidina je dovršena 1359. godine.
Malostonska luka je građena u 15. stoljeću po uzoru na dubrovačku staru gradsku luku, pa je valobran sagrađen u moru ispred luke,  jednako kao i u dubrovačkoj staroj gradskoj luci.

## Ostale znamenitosti
- Kula Toljevac
- Arsenal Orsan

## Gospodarstvo
Stanovnici Malog Stona se bave turizmom, ribarstvom, ugostiteljstvom i uzgojem nadaleko poznatih školjaka kamenica i dagnji.
Malostonski restorani su nadaleko poznati i jedno su od najprepoznatljivijih obilježja ovog mjesta. 

## Stanovništvo
Mali Ston u velikoj većini nastanjuju Hrvati katoličke vjeroispovjesti, a prema popisu stanovništva iz 2001. godine u mjestu živi 165 stanovnika.
| broj stanovnika | 220   |       | 228   | 254   | 261   | 251   | 225   | 238   | 225   | 231   | 202   | 169   | 152   | 152   | 165   | 139   | 125   |
|                 | 1857. | 1869. | 1880. | 1890. | 1900. | 1910. | 1921. | 1931. | 1948. | 1953. | 1961. | 1971. | 1981. | 1991. | 2001. | 2011. | 2021. |